# Elfi Graf
Elfi Graf (Dornbirn, 20 november 1952) is een Oostenrijkse schlagerzangeres.

## Carrière
De muzikale carrière begon voor Elfi Graf bij diverse amateurbands. Ze voltooide een klassieke zangstudie en deed podiumervaring op met operette-aria's, bluesnummers en bij optredens bij talentenjachten. In 1971 won ze in de uitzending Show Chance. Ze werd ontdekt door de schlagerzanger Gus Backus in de uitzending Talentschuppen. Haar doorbraak kwam met haar eerste hit Herzen haben keine Fenster (1974) en is nu een evergreen, die in Groot-Brittannië en de Verenigde Staten in de top 10 belandde. Ook in de toenmalige DDR werd het nummer gecoverd door zangeres Gerti Möller. Verdere hits waren Am schönsten ist es Zuhause (1976) en Mozartgasse 10 (1977). In 1990 nam ze deel aan de voorronde voor de Grand Prix der Volksmusik met het nummer Einen Adam, einen Apfel und ein kleines Paradies, goed voor een negende plaats. Ook bij de Grand Prix der Volksmusik 1995 was ze deelneemster met het lied Lieber Leierkastenmann, deze keer voor Oostenrijk. Tegenwoordig is ze vaak te gast bij meerdere gala's, maar grotere hits blijven uit. Ze kan zich overigens nog wel verheugen over kleine successen met de nummers Vergiss beim Küssen das Schließen der Augen nicht en Nimm sie du sie dir sie doch. In 2009 verscheen het nummer Du hast gesagt es ist Liebe.

## Onderscheidingen
In 1974 won ze de Goldene Europa en de zilveren Bravo Otto.

## Privéleven
In 1977 trok ze zich tijdelijk terug uit de muziek-business voor haar familie. In 1982 werd haar dochter geboren. Haar huwelijk liep echter in 1989 op de klippen.

## Discografie

### Singles
- 1973: Herzen haben keine Fenster
- 1974: Wer auf die Liebe warten kann
- 1974: Ophelias Traum
- 1975: Er ist ein Schatz
- 1975: Tango in der Bar von Fernando
- 1976: Am schönsten ist es zu Hause
- 1977: Mozartgasse 10
- 1977: Die Stunde der Wahrheit
- 1977: Sommerwind
- 1978: Mozartgasse 10
- 1978: Hoffnungslos verliebt in dich (Hopelessly devoted to you)
- 1979: Sunday Girl
- 1990: Einen Adam, einen Apfel und ein kleines Paradies
- 1992: Rote Rosen lügen nicht
- 1993: Immer wieder du

### Albums
- ####: Herzen haben keine Fenster
- 1994: Jedes Herz braucht doch nur eine Heimat
- 1994: Wenn mei Herz a Fensterl hätt
- 1994: Versprich mir keinen Regenbogen
- 1996: Eine Hand voll kleiner Träume
- 2001: Aber Dich vergess ich nie
- ####: Lieder und Geschichten zur Weihnachtszeit
- 2006: Ich hör dir zu

- Gemeinsame Normdatei: 134389093
- International Standard Name Identifier: 0000 0001 2944 0534
- MusicBrainz: 43380916-2bdc-4c8d-be49-2cf1b2eb553c
- Virtual International Authority File: 185145542711896642371
- WorldCat: E39PBJkHmmKjv4mqQxf6k4V3cP